# Colavita Olive Oil-Sutter Home Pro Cycling Team/2005
Deze pagina geeft een overzicht van de wielerploeg Colavita Olive Oil-Sutter Home Pro Cycling Team in 2005.

## Renners
| Naam                | Geboortedatum | Nationaliteit    | Ploeg 2004      |
| ------------------- | ------------- | ---------------- | --------------- |
| Sebastian Alexandre | 18-03-1977    | Argentinië       | Colavita-Bolla  |
| Gustavo Artacho     | 15-09-1967    | Argentinië       | Colavita-Bolla  |
| Ian Ayers           | 04-05-1982    | Verenigde Staten | neoprof         |
| Davide Frattini     | 06-08-1978    | Italië           | Monex           |
| Juan José Haedo     | 26-01-1981    | Argentinië       | Colavita-Bolla  |
| Todd Herriot        | 06-05-1969    | Verenigde Staten | Colavita-Bolla  |
| Mark McCormack      | 15-09-1970    | Verenigde Staten | Colavita-Bolla  |
| Aaron Olsen         | 11-01-1978    | Verenigde Staten | Colavita-Bolla  |
| Jonathan Page       | 16-09-1976    | Verenigde Staten | Hoop-CCC-Polsat |
| Derek Wilkerson     | 20-03-1979    | Verenigde Staten | neoprof         |
| Tyler Wren          | 04-03-1981    | Verenigde Staten | Colavita-Bolla  |

2003 · 2004 · 2005 · 2006 · 2007 · 2008 · 2009 · 2010 · 2011 · 2012